# Dexia subflava
Dexia subflava är en tvåvingeart som beskrevs av Zhang, Pang och Zhao 2006. Dexia subflava ingår i släktet Dexia och familjen parasitflugor. Inga underarter finns listade i Catalogue of Life.